# Кормо-ле-Гран
Кормо́-ле-Гран (фр. Cormot-le-Grand) — коммуна во Франции, находится в регионе Бургундия. Департамент коммуны — Кот-д’Ор. Входит в состав кантона Ноле. Округ коммуны — Бон.
Код INSEE коммуны — 21195.

## Население
Население коммуны на 2010 год составляло 146 человек.
| 1962 | 1968 | 1975 | 1982 | 1990 | 1999 | 2010 |
| ---- | ---- | ---- | ---- | ---- | ---- | ---- |
| 155  | 132  | 142  | 129  | 149  | 146  | 146  |

## Экономика
В 2010 году среди 102 человек трудоспособного возраста (15—64 лет) 78 были экономически активными, 24 — неактивными (показатель активности — 76,5 %, в 1999 году было 62,5 %). Из 78 активных жителей работали 70 человек (35 мужчин и 35 женщин), безработных было 8 (4 мужчины и 4 женщины). Среди 24 неактивных 7 человек были учениками или студентами, 12 — пенсионерами, 5 были неактивными по другим причинам.